# Jusif Ali
Jusif Joose Ali (Espoo, 4 maggio 2000) è un calciatore finlandese naturalizzato sudanese, attaccante dell'Al-Merrikh e della nazionale sudanese.

## Carriera

### Club
Ha giocato nella prima divisione finlandese.

### Nazionale
Dopo varie presenze con le varie nazionali giovanili finlandesi nel 2023 ha esordito nella nazionale maggiore sudanese.

## Statistiche

### Cronologia presenze e reti in nazionale
| Cronologia completa delle presenze e delle reti in nazionale ― Sudan | Cronologia completa delle presenze e delle reti in nazionale ― Sudan | Cronologia completa delle presenze e delle reti in nazionale ― Sudan | Cronologia completa delle presenze e delle reti in nazionale ― Sudan | Cronologia completa delle presenze e delle reti in nazionale ― Sudan | Cronologia completa delle presenze e delle reti in nazionale ― Sudan | Cronologia completa delle presenze e delle reti in nazionale ― Sudan | Cronologia completa delle presenze e delle reti in nazionale ― Sudan |
| Data                                                                 | Città                                                                | In casa                                                              | Risultato                                                            | Ospiti                                                               | Competizione                                                         | Reti                                                                 | Note                                                                 |
| -------------------------------------------------------------------- | -------------------------------------------------------------------- | -------------------------------------------------------------------- | -------------------------------------------------------------------- | -------------------------------------------------------------------- | -------------------------------------------------------------------- | -------------------------------------------------------------------- | -------------------------------------------------------------------- |
| 19-11-2023                                                           | Benina                                                               | Sudan                                                                | 1 – 0                                                                | RD del Congo                                                         | Qual. Mondiali 2026                                                  | -                                                                    | 86’                                                                  |
| Totale                                                               |                                                                      | Presenze                                                             | 1                                                                    |                                                                      | Reti                                                                 | 0                                                                    |                                                                      |